# Medios de comunicación en Honduras
Los medios de comunicación masivos  en Honduras inician con las culturas prehispánicas y el desarrollo de su lenguaje y escritura. Los medios de comunicación en Honduras son variados, comenzando con los medios tradicionales como el correo, la imprenta y la prensa escrita, evolucionando hacia las telecomunicaciones con el telégrafo, la telefonía, la radio, la televisión e internet, en todos se expresa el pueblo de Honduras con diversos pensamientos y líneas editoriales.

## Correo Nacional
En 1877 comienzan las comunicaciones por correo en Honduras, en 1879 Honduras forma parte de la Unión Postal Internacional, inicialmente se transportaba a pie y a caballo, posteriormente en auto y avión, en 1993 en Congreso Nacional de Honduras los correos que hay en Honduras son hondutel,
se crea la empresa de correos de Honduras Honducor.

## Periodismo
La prensa escrita inicia en Honduras en 1830, con la fundación de La Gaceta del Gobierno, el órgano informativo del gobierno, actualmente llamada sólo La Gaceta. Francisco Morazán, quien había introducido al país la primera imprenta, fue quien lanzó los primeros comunicados a nivel nacional ese mismo año. Posteriormente surgen periódicos como La Prensa (1964), Diario Tiempo (1970), La Tribuna (1976) y El Heraldo (1979), los cuales se difunden también por internet. En el siglo XXI comienzan a surgir periódicos digitales, con menor difusión, como El Articulista (2013), El Libertador (2003) y Proceso Digital (2005). También surgen los primeros diarios deportivos, Diario Diez, Diario GOLAZO, Diario MÁS y El Once Hn; varias revistas como Honduras Tips, Hablemos Claro y Honduras This Week; y el diario local Lenca, para el departamento de Lempira .

## Telecomunicaciones
Las primeras telecomunicaciones en el país inician en 1876 con la introducción del telégrafo, seguidas de la telefonía en 1891. La telefonía se automatizó en 1932 y en 1976 se forma Hondutel que no solamente brinda telefonía sino también genera la mayor parte de los ingresos para la economía del país.
La radio en Honduras comienza en 1928, cuando la Tela Railroad Company establece Tropical radio, la primera estación radial comercial en Honduras, HRN comienza a transmitr en 1933, posteriormente han surgido numerosas radios tanto en el espectro de amplitud modulada (a. m.) como en el espectro de Frecuencia Modulada (FM), Las más destacadas son Musiquera, Radioactiva, Radio América, Radio Globo, Estéreo Clase, entre otras. Varias emisoras de radio pueden ser escuchadas por internet.
La Televisión de Honduras se inició el 15 de septiembre de 1959 cuando se conmemoraba el centésimo trigésimo aniversario de la independencia nacional entrando en operación desde esa fecha en la capital de la República HRTG-TV Canal Cinco. En 1966 se transmite la primera señal de televisión a todo color, posteriormente se masifican las señales de televisión por cable y satelital, actualmente hay varios canales de televisión en línea también canales de televisión digital y en alta definición.
A la televisión, la radio y los periódicos, los medios de comunicación masiva tradicionales, se ha sumado últimamente Internet como un nuevo medio de comunicación en Honduras.
Internet se masifica desde inicios de los años 1990 y es ofrecido por Hondutel y cientos de operadoras privadas, posteriormente se masifica por empresas de televisión por cable y telefonía móvil.
La primera empresa de telefonía móvil en Honduras, Celtel, inicia operaciones en 1996, posteriormente pasa a ser Tigo, en los años siguientes inician operaciones otras compañías de telefonía móvil: Claro, y Hondutel (Parte de Hondutel).